# Komsomolskaja (stanice metra v Moskvě)
Komsomolskaja (rusky Комсомольская) je stanice moskevského metra.

## Charakteristika stanice
Stanice se nachází na lince Sokolničeskaja, na jejím křížení s Okružní linií na Komsomolském náměstí, zvaném též Náměstí tří nádraží. Otevřena byla 15. května 1935. Stanice je vybudována podle projektu D. N. Čečulina. Jde o jednu z nejhonosněji vyzdobených stanic – podlaha je vykládán několika druhy žuly, obklad stěn je z růžového karského mramoru a stanice je vyzdobena v duchu doby i majolikovým paneau Metrostrojevci (autor Je. Je. Lansere). Hlavice sloupů jsou navíc tvořeny stylizovanými emblémy Komunistické internacionály mládeže. Atypické jsou i obvodové balkóny, spojené s přechody pro pasažéry.
Vestibuly stanice jsou umístěny jednak v budově Kazaňského nádraží, jednak na Komsomolském náměstí před Leningradským a Jaroslavským nádražím. Stanice má díky svému umístění mimořádný provoz a patří k nejznámějším v moskevském metru.